# Opuntia darrahiana
Opuntia darrahiana ist eine Pflanzenart in der Gattung der Opuntien (Opuntia) aus der Familie der Kakteengewächse (Cactaceae). Das Artepitheton darrahiana ehrt den englischen Pflanzensammler Charles Darrah († 1903) aus Manchester.

## Beschreibung
Opuntia darrahiana wächst strauchig, ist reich verzweigt und bildet Gruppen mit Wuchshöhen von bis zu 2,5 Meter. Die grünen, flachen, ovalen Triebabschnitte sind 7 bis 8 Zentimeter lang und 4 bis 5 Zentimeter breit. Die erhabenen Areolen stehen bis zu 1 Zentimeter voneinander entfernt. Glochiden sind nicht vorhanden. Die sechs annähernd aufrechten Dornen sind weiß bis gräulich weiß und an ihrer Spitze dunkler. Sie sind bis zu 4,5 Zentimeter lang. Die beiden obersten Dornen sind am längsten.
Über die Blüten und Früchte ist nichts bekannt.

## Verbreitung und Systematik
Opuntia darrahiana ist auf den Turks- und Caicosinseln verbreitet.
Die Erstbeschreibung erfolgte 1904 von Frédéric Albert Constantin Weber.

## Nachweise